# Engerjordet Station
Engerjordet Station (Engerjordet stasjon) var en station på Holmenkollbanen i Oslo, mellem Ris og Slemdal.
Stationen lå ved krydset mellem Heyerdahlsvej og Slemdalsvejen. Den blev sandsynligvis oprettet i starten af 1900-tallet, efter banens åbning i 1898. En vigtig årsag til oprettelsen var formentligt, at ingeniør og banens direktør Halvor Emil Heyerdahl, manden som Heyerdahls vei er opkaldt efter, selv boede i Heyerdahls vei 1 og ønskede at have kort vej til nærmeste station. Stationen, der stort set kun bestod af en perron af træ, blev nedlagt i 1935.